# Hainan (Wuhai)

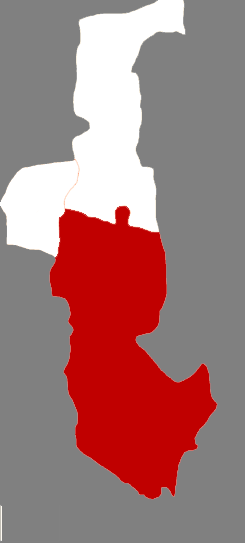
Lage Hainans in Wuhai

Der Stadtbezirk Hainan (chinesisch 海南区, Pinyin Hǎinán Qū; mongolisch ᠬᠠᠶᠢᠨᠠᠨ ᠲᠣᠭᠣᠷᠢᠭ Qayinan toɣoriɣ) ist ein Stadtbezirk der bezirksfreien Stadt Wuhai im Autonomen Gebiet Innere Mongolei der Volksrepublik China. Er hat eine Fläche von 1.005 km² und zählt ca. 100.000 Einwohner. Hainan gliedert sich in zwei Straßenviertel und drei Großgemeinden.